# Pseudonaja modesta
Pseudonaja modesta är en ormart som beskrevs av Günther 1872. Pseudonaja modesta ingår i släktet Pseudonaja och familjen giftsnokar och underfamiljen havsormar. Inga underarter finns listade i Catalogue of Life.
Denna orm förekommer i nästan hela Australien. Den saknas i östra Queensland, i östra New South Wales och i Victoria. Habitatet varierar mellan gräsmarker, buskskogar och jordbruksmark. Individerna gömmer sig ofta i underjordiska bon som skapades av däggdjur. Födan utgörs främst av ödlor. Honor lägger 6 till 11 ägg per tillfälle.
För beståndet är inga hot kända. Hela populationen anses vara stabil. IUCN listar arten som livskraftig (LC).